# 上野宏史
上野 宏史（うえの ひろし、1971年2月23日 - ）は、日本の政治家、経済産業官僚。自由民主党所属。
衆議院議員（2期）、参議院議員（1期）、厚生労働大臣政務官（第4次安倍改造内閣）を務めた。
旧姓は小林で、内閣官房副長官を務めた元参議院議員の上野公成は義父にあたる。

## 来歴
宮城県仙台市生まれ。父親は群馬県沼田市出身。開成高等学校を経て、東京大学経済学部卒業（根岸ゼミ）。1994年、通商産業省入省。2003年、ハーバード大学ケネディ・スクール修了、同公共政策修士。
2007年の第21回参議院議員通常選挙で落選した義父の上野公成は、自由民主党ではなくみんなの党から2010年の参院選に立候補を模索するも、みんなの党は6月5日に公認しない意向を伝えた。宏史は義父の陣営から立候補を打診されてみんなの党から公認を受け、6月14日に住所を群馬県高崎市に移して自身の姓も小林から上野に改めた。6月11日に経産省に辞職の意向を伝え、内閣府科学技術政策・イノベーション担当参事官補佐を最後に退官した。宏史の立候補に伴い、義父の公成は身内である宏史の他党からの立候補を理由に、6月14日、自民党群馬県連に離党届を提出した。
2010年の第22回参議院議員通常選挙にはみんなの党公認で比例区から立候補し初当選した。
2012年9月に日本維新の会へ参加する意向を表明し、比例区選出にもかかわらず、みんなの党に離党届を提出した。上野の他に参院議員の比例区選出小熊慎司と桜内文城も離党を表明したが、当初は比例区選出の3人の離党にみんなの党は反発し、上野と桜内の離党届を9月25日付けで受理して両名に議員辞職を勧告した。小熊はみんなの党所属の議員に新党参加を呼びかけたことから、11月20日に除籍処分とした。11月に維新・みんな両党の間で協議し、3名が第46回衆議院議員総選挙に維新公認で立候補したことで公職選挙法の規定により参議院議員を退職（自動失職）となったうえで、みんなの党の次点以下の候補が3名の欠員補充による繰上当選により事実上みんなの党に議席を返上することで決着した。上野の退職に伴い、真山勇一が繰上当選となった。同年10月から12月まで日本維新の会国会議員団総務会長を務めた。
2012年の第46回衆議院議員総選挙には日本維新の会公認で群馬1区から出馬し、小選挙区では自民党公認の佐田玄一郎にダブルスコアの大差（惜敗率49.45%）で敗れたが、重複立候補していた比例北関東ブロックで復活して当選した（比例名簿順位は単独1位）。
2014年8月1日に日本維新の会が分党した次世代の党の結党に参加した。同年11月27日に記者会見を開き、次世代の党の公認を辞退して無所属で第47回衆院選に出馬する意向を表明した。
2014年の第47回衆議院議員総選挙には無所属で群馬1区から出馬したが自民党公認の佐田に敗れ次点で落選。
2017年9月27日、第48回衆議院議員総選挙には群馬1区から立候補せず、同区で立候補を予定している尾身朝子の支援に回る意向を表明。上野は自民党から比例南関東ブロック単独での公認を受けた。
2017年の第48回衆議院議員総選挙には自民党から比例南関東ブロック単独で出馬して当選（比例名簿順位は単独32位）。
同年11月2日、細田派へ入会した。
2018年10月4日、第4次安倍改造内閣で厚生労働大臣政務官（年金、労働分野担当）に任命された。
2018年12月5日、山本一太参院議員が翌年の群馬県知事選に立候補する意向を表明した。それを受けて、自民党群馬県連は山本の後継となる参議院群馬県選挙区の候補者を公募した。2019年1月16日に公募が締め切られ、上野を含む12人が公募に応募した。上野は1次選考・2次選考を通過したものの、最終選考で落選した。最終選考の結果、群馬県議（当時）の清水真人が選ばれ、党本部から公認された。
2019年8月28日、外国人在留資格認定証明書の交付をめぐる口利き疑惑の報道を受け、厚生労働大臣政務官を辞任した（詳細は後述）。
2021年10月5日、上野が第49回衆院選に自民党から比例北関東ブロック単独で出馬する意向を自民党群馬県連に伝えていることが報じられた。同年10月7日、自民党群馬県連は選挙対策委員会で上野を第49回衆院選比例北関東ブロック単独の公認候補として党本部に推薦することを決定した。同年10月15日、自民党本部は第49回衆院選の2次公認候補を発表した。上野は2次公認で比例北関東ブロック単独での公認が決まった。
2021年の第49回衆議院議員総選挙には自民党から比例北関東ブロック単独で出馬したが落選（比例名簿順位は単独35位）。

## 不祥事

### 口利き疑惑報道を受け政務官を辞任
2019年8月21日、週刊文春8月29日号が発売。同号は、上野が都内の人材派遣会社が在留資格を申請した外国人に関して、上野側から法務省に問い合わせる見返りに人材派遣会社から金銭（1件あたり2万円）を求めたと報じた。8月27日には週刊文春電子版は、上野が口利きで金銭を得ようとしていた証拠の音声を公開したことにより、斡旋利得罪違反の恐れを認識して制止しようとした秘書への恫喝や器物の損壊などのパワーハラスメントが確認された。これを受けて8月28日、報道からわずか1週間で厚生労働大臣政務官を辞任した。上野は「法令に反する口利きをした事実はない。政務官の立場にあることで誤解を招きかねないとの指摘もあることから職を辞する」「体調を崩し役所に出ることがままならない」とのコメントを発表するに留まり、記者会見等の説明責任を果たさないまま辞任した。

### 広報ポスターへの嫌がらせ
2019年8月7日夜、前橋市内で次期衆院選での群馬1区公認を争う中曽根康隆のポスターの上に上野が自身のポスターを貼る嫌がらせを行い、翌日、上野の秘書が中曽根の事務所に謝罪した。中曽根側は被害届の提出は見送ったものの県連に対処を求め、党内では上記の口利き疑惑報道と合わせ、上野の小選挙区での公認は難しくなったとの見方が広がった。

### 派閥パーティー収入の不記載
2024年1月31日、自民党清和政策研究会（安倍派）は、政治資金パーティー収入の裏金問題を受け、所属議員に還流したにも関わらず政治資金収支報告書に記載していなかった政治資金パーティー収入の総額を発表。この中で上野は2020年から2022年の間に計781万円の還流を受けていたことが明らかとなった。これに対し上野は自身のブログで元秘書らが無断で事務所の口座を作り、そこにキックバック分が振り込まれていたと主張した。

## 政策・主張
憲法問題
- 第9条を含む日本国憲法の改正に賛成[52]。
- 憲法への緊急事態条項の創設に賛成[52]。
- 参議院議員通常選挙で隣接する県を一つの選挙区にする「合区」をなくすための憲法改正に賛成[52]。

夫婦別姓
- 選択的夫婦別姓の導入に反対の立場を表明している。2021年1月30日、上野ら自民党国会議員有志50人は、47都道府県議会議長のうち同党所属の約40人に、選択的夫婦別姓の導入に賛同する意見書を採択しないよう求める文書を提出した。地方議員や市民団体は、地方議会の独立性を脅かす行為だとして上野らを批判した[53][54][55][56][57]。

その他
- アベノミクスを評価する[52]。
- 高収入の一部専門職を労働時間規制から除外する高度プロフェッショナル制度の導入に賛成[52]。
- 原子力発電は日本に「必要だ」としている[52]。
- カジノの解禁に賛成[52]。
- 日本の核武装について「将来にわたって検討すべきでない」としており、非核三原則の「持ち込ませず」の部分の見直しについても「議論する必要はない」としている[52]。
- 女性宮家の創設に反対[52]。
- 「消費税0％の検討」を掲げた『国民を守るための「真水100兆円」令和2年度第2次補正予算に向けた提言』に賛同している[58]。

## 所属団体・議員連盟
- 最新型原子力リプレース推進議員連盟（事務局長）[己 3]
- パチンコチェーンストア協会（政治分野アドバイザー[59]）
- 国際観光産業振興議員連盟
- 日本の領土を守るため行動する議員連盟
- 日本会議国会議員懇談会
- ラグビーワールドカップ2019日本大会成功議員連盟
- イクメン議員連盟
- 日華議員懇談会
- 日本の尊厳と国益を護る会
- 日本の未来を考える勉強会[60]
- 地域で安心して分娩できる医療施設の存続を目指す議員連盟（会長は武見敬三）[61][62][63]